# Staatlicher Fonds zur Rehabilitierung Behinderter Personen
Der Staatliche Fonds zur Rehabilitation Behinderter Menschen (pl. Państwowy Fundusz Rehabilitacji Osób Niepełnosprawnych (PFRON)) ist ein Fonds in Polen, in den jeder Arbeitgeber einzahlen muss, der mindestens 25 Vollbeschäftigte und davon weniger als 6 % Behinderte hat. Mit den Geldern werden Behindertenarbeitsplätze gefördert. Die Gründung des Fonds erfolgte auf Grundlage eines vom Sejm am 27. August 1997 verabschiedeten Gesetzes über die berufliche und soziale Rehabilitation sowie Beschäftigung von Behinderten. 

## Leitung
- Jacek Brzezińśki – mdWdGb Vorstandsvorsitzender
- Agnieszka Kloskowska-Dudzińska – Stellvertretender Vorstand für Programme

## Förderung
- Kauf von Reha-Gerät
- Beseitigung von Barrieren
- Einstellung
- Zuschüsse zu Lohn und Sozialbeiträgen für Firmen, die Behinderte anstellen
- Zuschüsse für Sozialbeiträge von behinderten Selbständigen
- Einrichtungshilfe für behindertengerechte Arbeitsplätze
- Behinderten-Sport
- Reha-Kurse
- Werkstätten, Therapien, Kurse über berufliche Aktivierung
- Bildung
- Behinderten-NGO
- Europäische Zusammenarbeit